# Nový Jáchymov
Nový Jáchymov är en ort i Tjeckien.   Den ligger i regionen Mellersta Böhmen, i den centrala delen av landet, 40 km väster om huvudstaden Prag. Nový Jáchymov ligger 369 meter över havet och antalet invånare är 515.
Terrängen runt Nový Jáchymov är huvudsakligen kuperad, men åt sydväst är den platt. Terrängen runt Nový Jáchymov sluttar österut. Runt Nový Jáchymov är det ganska tätbefolkat, med 80 invånare per kvadratkilometer. Närmaste större samhälle är Beroun, 9,4 km öster om Nový Jáchymov. I omgivningarna runt Nový Jáchymov växer i huvudsak blandskog.